# Резеда
Резеда́ (лат. Reséda) — род однолетних, двулетних и многолетних травянистых растений семейства Резедовые (Resedaceae), распространённых в Африке и Евразии. Общее число видов — около шестидесяти.

## Название
Научное название рода происходит от лат. resedare (возвращаться к прежнему состоянию) и объясняется тем, что растение раньше применяли в фитотерапии: считалось, что с его помощью можно привести организм в состояние благоприятного равновесия. По мнению Макса Фасмера, лат. resēdāre в данном случае означает исцелять.
Русское название рода — «резеда» — транслитерация научного названия.

## Распространение
Ареал рода охватывает Северную Африку, Европу и часть Азии (до Индии). Наибольшее видовое многообразие наблюдается в Средиземноморье.

## Биологическое описание
Представители рода — однолетние, двулетние и многолетние травянистые растения.
Листья очерёдные, могут быть как перисторассечёнными, так и цельными; у некоторых видов нижние листья цельные, а верхние — перисторассечённые.
Цветки мелкие, звёздчатые, собраны в плотные верхушечные кисти. Окраска лепестков — белая, жёлтая, зеленоватая (у культиваров может быть и другая окраска — оранжевая, красная). Цветки некоторых видов — например, резеды душистой, — обладают интенсивным запахом. Завязь верхняя.
Плод — коробочка. Семена мелкие, многочисленные.

## Культивирование и использование
Резеду душистую культивируют для получения эфирных масел, используемых в парфюмерии. Ранее, ещё в Древнем Риме, это растение применялось как лекарственное. В наше время резеда душистая и резеда жёлтая используются в народной медицине в качестве потогонного и мочегонного средства и при болезнях сердца.
Имеются сведения о использовании корней резеды жёлтенькой (Reseda luteola) для получения жёлтого красителя арцику ещё в первом тысячелетии до нашей эры, возможно, краситель из резеды был получен раньше, чем красители других широко распространённых красильных растений вайды и марены. До начала двадцатого века части растения использовались для получения красителя, используемого в производстве красок и в текстильной промышленности, использование этого красителя практически прекратилось после появления дешёвых синтетических красок. В настоящее время используется лишь как краситель для шёлка.
Несмотря на скромные цветки, многие виды широко культивируются как декоративное, возможно из-за издаваемого аромата.
Многие виды — хорошие медоносы.
Агротехника
Растения можно выращивать как в полутени, так и на солнце. Желательно, чтобы почва была щелочной, достаточно плодородной, хорошо дренированной.

## Виды
По информации базы данных The Plant List, род включает 31 вид:
- Reseda alba L. — Резеда белая
- Reseda arabica Boiss.
- Reseda aucheri Boiss. — Резеда Оше
- Reseda barrelieri Bertol. ex Müll.Arg.
- Reseda bucharica Litv. — Резеда бухарская
- Reseda complicata Bory
- Reseda decursiva Forssk.
- Reseda ellenbeckii Perkins
- Reseda glauca L.
- Reseda globulosa Fisch. & C.A.Mey. — Резеда шароплодная
- Reseda gredensis (Cutanda & Willk.) Müll.Arg.
- Reseda inodora Rchb. — Резеда непахучая
- Reseda jacquinii Rchb.
- Reseda lanceolata Lag.
- Reseda lutea L. typus[1] — Резеда жёлтая
- Reseda luteola L. — Резеда жёлтенькая
- Reseda media Lag.
- Reseda muricata C.Presl
- Reseda odorata L. — Резеда душистая, или Резеда пахучая
- Reseda orientalis (Müll.Arg.) Boiss.
- Reseda paui Valdés Berm. & Kaercher
- Reseda phyteuma L.
- Reseda pruinosa Delile
- Reseda stenostachya Boiss.
- Reseda stricta Pers.
- Reseda suffruticosa Loefl.
- Reseda tymphaea Hausskn.
- Reseda undata L.
- Reseda urnigera Webb
- Reseda villosa Coss.
- Reseda virgata Boiss. & Reut.

Ещё более 120 названий видов имеют неопределённый статус.

## В астрономии
В честь резеды назван астероид (1081) Резеда, открытый в 1927 году немецким астрономом Карлом Райнмутом в Гейдельбергской обсерватории.